# Prostanoid
Prostanoidi so skupina kompleksnih maščobnih kislin, ki nastajajo iz arahidonske kisline; mednje prištevamo prostaglandine, prostanojsko kislino in tromboksane.
Prostanoidi vplivajo na različne celične funkcije, kot so celična delitev, celična adhezija in apoptoza. Po vezavi na receptor lahko prostanoidi izzovejo bodisi aktivacijo bodisi inhibicijo celičnega delovanja.

## Biosinteza
Pretvorbo prostih esencialnih maščobnih kislin v prostanoide katalizira v dvostopenjskem procesu encim ciklooksigenaza (COX). V prvi stopnji se v obliki peroksidnega mostu vežeta dve molekuli O2, v bližini središča molekule pa se tvori 5-členski ogljikov obroč. Tako nastane kratkoživ, neobstojen intermediat prostaglandin G (PGG). Iz enega od dveh peroksidnih mostov izstopi en kisik in nastane prostaglandin H. Vsi ostali prostanoidi (npr.  PGH1, PGH2, PGH3) nastanejo iz le-tega. Pri nadaljnih reakcija sodelujejo različni encimi, npr.:
- encim PGE-sintetaza katalizira pretvorbo PGH v PGE (ki se dalje pretvori v PGF)
- encim PGD-sintetaza katalizira pretvorbo PGH v PGD
- encim prostandin-sintaza katalizira pretvorbo PGH v prostaciklin (PGI2)
- encim tromboksan-sintetaza katalizira pretvorbo PGH v tromboksane